# بریانسک
شهر بریانسک (به روسی: Брянск) در کشور روسیه و در استان بریانسک واقع است.